# Ariathisa spilocrossa
Ariathisa spilocrossa är en fjärilsart som beskrevs av Turner 1915. Ariathisa spilocrossa ingår i släktet Ariathisa och familjen nattflyn. Inga underarter finns listade i Catalogue of Life.